# Ермилов, Сергей Вячеславович
Серге́й Вячесла́вович Ерми́лов (13 ноября 1976 года, Микунь) — российский лыжник, четырёхкратный чемпион Сурдлимпийских игр, чемпион мира. Заслуженный мастер спорта России.

## Награды и звания
- Медаль ордена «За заслуги перед Отечеством» II степени (10 апреля 2015 года) — за выдающийся вклад в повышение авторитета Российской Федерации и российского спорта на международном уровне и высокие спортивные достижения на XVIII Сурдлимпийских зимних играх 2015 года[2]..